# Alain Gagnol
Alain Gagnol (geboren am 13. Mai 1967 in Roanne, Frankreich) ist ein französischer Filmregisseur, Drehbuchautor und Schriftsteller.

## Leben
Alain Gagnol wurde 1967 in Roanne geboren. Da er ursprünglich den Berufswunsch Comiczeichner hatte, absolvierte er eine Ausbildung an der Émile-Cohl-Schule in Lyon. Da seine Ergebnisse jedoch nicht seiner Erwartungen gerecht wurden, orientierte er sich um und wurde Schriftsteller und Drehbuchautor. Seit 1988 arbeitet Gagnol für die Produktionsfirma Folimage. Dort entstanden in Kooperation mit Jean-Loup Felicioli seine Kurzfilme und A Cat in Paris.

## Auszeichnungen
Gagnol wurde für seinen Animationsfilm A Cat in Paris für den César 2011 in der Kategorie „Bester Animationsfilm“ nominiert, zudem erfolgte am 24. Januar 2012 eine Nomination für den Oscar 2012 in der Kategorie „Bester animierter Spielfilm“. Derselbe Film war zudem beim Europäischen Filmpreis 2011 für den Besten Animationsfilm nominiert.

## Filmografie
- 1997: Der Egoist (L’égoïste)
- 1999: Das Leben geht weiter (Les tragédies minuscules, Fernsehserie)
- 2000: Der Duft des Lebens (Le nez à la fenêtre)
- 2005: Der Korridor (Le couloir)
- 2006: Düstere Zeiten (Mauvais temps)
- 2010: A Cat in Paris (Une vie de chat)
- 2015: Phantom Boy